# Donna Hanover
Donna Hanover (Oakland (Californië), 15 februari 1950), geboren als Donna Ann Kofnovec, is een Amerikaanse actrice, filmproducente, journaliste en auteur.

## Biografie
Hanover heeft gestudeerd aan de Fremont High School in Sunnyvale (Californië). Hierna ging zij studeren aan de Stanford-universiteit in Stanford (Californië) en haalde haar bachelor of fine arts in politicologie. Na het halen van haar diploma in 1972 verhuisde zij naar New York en ging daar journalistiek studeren aan de Columbia-universiteit in New York en slaagde met een master. Na het studeren ging zij werken als journaliste bij verschillende televisie- en radiostations door heel Amerika. 
Hanover begon in 1986 met acteren in de film Power. Hierna heeft zij nog meerdere rollen gespeeld in films en televisieseries zoals Running on Empty (1988), Ransom (1996), Another World (1997), The Siege (1998), As the World Turns (1999), One Life to Live (2000), Law & Order (1997-2004) en Interview (2007). 
Hanover acteert ook in het theater, zij heeft eenmaal opgetreden op Broadway. In 2012 speelde zij de rol van mrs. Cantwell en Barbara Brinkley in het toneelstuk Gore Vidal's the Best Man.
Hanover heeft in 2004 een boek geschreven en uitgegeven met de naam My Boyfriend's Back, dit gaat over het terugzien van haar man die zij voor dertig jaar uit het oog had verloren. Zij kennen elkaar van haar studietijd en na de hereniging zijn zij getrouwd.
Hanover was in het verleden twee keer getrouwd geweest (o.a. van 1984 tot en met 2002 met de oud-burgemeester van New York Rudy Giuliani en zij hebben samen twee kinderen). Vanaf 2003 is zij opnieuw getrouwd.

## Filmografie

### Films
- 2015 Keep in Touch – als Vita MC
- 2007 Interview – als commentator
- 2004 Noel – als Debbie Carmichael
- 2002 Just a Kiss – als nieuwslezeres
- 2001 Someone Like You... – als Mary Lou Corkle
- 2001 Julie Johnson – als Catherine Miranda
- 2001 Series 7: The Contenders – als Sheila
- 2000 Love Lessons – als Lee
- 2000 Keeping the Faith – als biechtende vrouw
- 2000 Another Woman's Husband – als psychiater
- 2000 The Intern – als vrouw
- 1999 Light It Up – als nieuwslezeres van Fox News
- 1999 Superstar – als mrs. Corrigan
- 1999 Just the Ticket – als makelaar
- 1998 The Siege – als officier van justitie
- 1998 Celebrity – als nieuwslezeres
- 1996 Ransom – als nieuwsverslaggeefster
- 1996 Night Falls on Manhattan – als tv-verslaggeefster
- 1996 The People vs. Larry Flynt – als Ruth Carter Stapleton
- 1989 The Dream Team – als verslaggeefster
- 1988 Running on Empty – als verslaggeefster
- 1986 Power – als commentator

### Televisieseries
Uitgezonderd eenmalige gastrollen.
- 2015 - 2016 Odd Mom Out – als Phoebe – 2 afl.
- 1997 – 2004 Law & Order – als rechter Deborah Burke – 7 afl.
- 1999 – 2002 The Practice – als psychiater – 2 afl.
- 1999 – 2001 Family Law – als rechter Helen Westerfield – 3 afl.
- 2000 One Life to Live – als dr. Elyse Hanson - ? afl.
- 1997 Another World – als rechter Ellen Landregan - ? afl.

### Filmproducent
- 2017 Hello - korte film
- 2015 Landmarks50 - film
- 2005 Fine Living's Homes & Hideaways - televisieserie

- International Standard Name Identifier: 0000 0000 5299 1492
- Library of Congress Control Number: nr2001010063
- Nationale Bibliotheek van Israël: 987009959918505171
- SNAC: w69j1j95
- Virtual International Authority File: 34382413
- WorldCat: E39PBJhCFj4j9txkJrk6DJPbBP